# 超人ウタダ
『超人ウタダ』（ちょうじんウタダ Übermensch "UTADA"）は、山本康人による漫画。『ビッグコミックスピリッツ』（小学館）で2006年から連載された。単行本は全6巻（小学館）。

## ストーリー
自分の意思を押し殺して生きてきた刑事・歌田守。彼はある日、自分の前世だと名乗る神崎竜五郎と出会う。神崎は歌田に「お前は35歳で死ぬ」と宣告する。以後、歌田は組織としての要素の強い警察と自身の正義感とのジレンマと葛藤していく。最終的には幾つかの事件を解決し、神崎の過去に触れたところで連載が終了した。

## 登場人物

### 武蔵原警察署
歌田 守
主人公、29歳。気が弱く、自分の意思よりも他者の意思を優先させて生きてきたが、自分の前世を名乗る神崎と出合い、その助言によって組織を無視して事件を解決したことにより、個人の正義感と組織間の葛藤に悩む。
樺島 恭平
主人公の上司で課長。若い頃は歌田と同様の正義感に任せた熱血漢だったが、勤務中に事故で息子を亡くし、その後は自身の行動を改めるようになった。
妙見寺 正志
私生活では5人の子持ち。歌田に組織のノウハウを教えたのは自分であると自称した。
柳 苗彦
武蔵原警察署の係長。もやしの様な外見をしている。一方では過剰な取調べで自白を強要させることから、『金テコの柳』と呼ばれ部署内でも恐れられている。
青山 飛男
新人刑事で歌田の部下。新人ゆえに言動が軽く、歌田から注意されることが多い。作者の漫画SEKIDOに登場した人物と名前が同じ。
大原 諒子
武蔵原警察署の女署長。一年後に警視庁に戻る事が決まっている為、自身のキャリアに傷がつくことを恐れる。

### その他の人物
神崎 竜五郎
大正時代に55人を殺し35歳で死刑になったという男。生前は犯罪を犯した人間などを次々に殺害した。帝国陸軍や警察に追い詰められた所で大地震に遭遇し、自分以外の人間が死んでいく状況を目の当たりにするが、彼を匿っていた女性に背後から刺され死亡した。歌田に対しては事件の真犯人を殺すことを促す。
咲山マリエ
風俗店でアルバイトをしている普通の女性。監禁犯に拉致され殺されそうになったところを歌田に助けられた。

## テレビドラマ
2009年1月30日から同年3月20日まで、WOWOWの「ミッドナイト☆ドラマ」枠（毎週金曜 24:00～24:30）で放送された。全8回。

### キャスト

#### レギュラー
- 歌田マモル：塚地武雅（ドランクドラゴン）
- 神崎竜吾郎：片桐仁（ラーメンズ）
- 妙見寺正志：大河内浩
- 青山真二：丸山敦史
- 柳苗彦：蛭子能収
- 増井良助：山崎潤
- 咲山マリエ：工藤里紗
- 床屋の店長：鈴木拓（ドランクドラゴン）
- 畑中健作：北見敏之
- 大原諒子：鈴木砂羽
- 樺島恭平：西村雅彦

#### ゲスト
- 第1話 - 第2話
  - 玉井春樹：浅利陽介
  - 香田美晴：川村ゆきえ
- 第2話 - 第3話
  - 山田四郎：岩松了
  - 咲山英二郎：沼田爆
- 第4話 - 第5話
  - 小堀祐也：長棟嘉道
  - 月岡春菜：松浦愛弓
  - 尾花洋子：原千晶
  - 月岡緑：宮本裕子
- 第5話 - 第7話
  - 佐伯隆弘：中根徹
  - 小島博之：越村公一
  - 二階堂剛士：江良潤
  - 大神一郎：薬師寺順
- 第5話 - 第8話
  - 木島圭助：山崎樹範

### スタッフ
- 原作 - 山本康人
- 演出 - 日比野朗、水村秀雄
- 脚本 - 丸茂周、森ハヤシ
- プロデューサー - 長谷川徳司（WOWOW）、志村彰（The icon）、高橋史典（The icon）
- アシスタントプロデューサー - 畑有紗（The icon）
- 主題歌 - 「ア.キ.メ.フ.ラ.イ.」（電気グルーヴ）